# El placer de matar
Pour plus de détails, voir Fiche technique et Distribution.
El placer de matar est un film espagnol réalisé par Félix Rotaeta, sorti en 1988.

## Fiche technique
- Titre : El placer de matar
- Réalisation : Félix Rotaeta
- Scénario : Angel Facio, Mario Gas, Domingo Sánchez et Félix Rotaeta d'après son roman
- Photographie : Acácio de Almeida
- Montage : José Salcedo
- Musique : Carlos Miranda
- Pays d'origine : Espagne
- Genre : thriller
- Date de sortie : 1988
- Affiche : Macario Gómez Quibus (Espagne)

## Distribution
- Antonio Banderas : Luis
- Mathieu Carrière : Andrés
- Victoria Abril : La Merche
- Vicky Peña : Luisa
- Ana Leza
- Achero Mañas
- Emma Suárez